# Henna Virkkunen
Henna Maria Virkkunen (ur. 4 czerwca 1972 w Joutsie) – fińska polityk, posłanka do Eduskunty, od 2008 do 2014 minister w różnych resortach, minister edukacji, następnie minister administracji publicznej i władz lokalnych, deputowana do Parlamentu Europejskiego VIII, IX i X kadencji, od 2024 wiceprzewodnicząca Komisji Europejskiej.

## Życiorys
W 2001 ukończyła studia z zakresu sztuki, a w 2006 uzyskała licencjat z filozofii na Uniwersytecie w Jyväskylä. Pracowała jako wydawca gazety „Keskisuomalainen”, publicystka, projektantka systemów komunikacyjnych i badaczka na uczelni. Od połowy lat 90. działa w administracji terytorialnej. W 1997 została radną miasta Jyväskylä, w 2005 jej przewodniczącą. Również od 1997 zasiada w radzie regionu Finlandia Centralna, w latach 1999–2005 pełniła funkcję pierwszego zastępcy przewodniczącego zarządu. Należy do Partii Koalicji Narodowej, od 2008 jest jej wiceprzewodniczącą.
W wyborach w 2007 uzyskała mandat posłanki do Eduskunty. W 2008 zastąpiła swoją partyjną koleżankę na stanowisku ministra edukacji w drugim rządzie Mattiego Vanhanena. Pozostała także w składzie powołanego 22 czerwca 2010 rządu Mari Kiviniemi jako minister edukacji i nauki. W 2011 ponownie wybrana do parlamentu. 22 czerwca 2011 została ministrem administracji publicznej i władz lokalnych w gabinecie, na czele którego stanął Jyrki Katainen. 4 kwietnia 2014 powierzono jej dodatkowo obowiązki ministra transportu (w miejsce Merji Kyllönen). W wyborach w 2014 uzyskała mandat eurodeputowanej VIII kadencji, kończąc 24 czerwca tego samego roku sprawowanie urzędu ministra.
W 2019 i 2024 utrzymywała mandat posłanki do PE na kolejne kadencje. Również w 2024 dołączyła do nowej Komisji Europejskiej kierowanej przez Ursulę von der Leyen (z kadencją od 1 grudnia tegoż roku) jako wiceprzewodnicząca wykonawcza ds. suwerenności technologicznej, bezpieczeństwa i demokracji.